# Alonso Enríquez (1435-1485)
Alonso Enríquez (1435 – Valladolid, 12 mei 1485) was 3e admiraal van Castilië, 3e heer van Medina de Rioseco.

## Loopbaan
Alonso was een zoon van Fadrique Enríquez, 2e admiraal van Castilië en diens tweede echtgenote Teresa Fernández de Quiñones.
Hij erfde de titel van admiraal van Castilië van zijn vader, maar kwam nooit op zee in actie. De Portugezen hadden in de 15e eeuw het leiderschap op zee overgenomen en Castilië beschikte destijds niet over een vloot van noemenswaardige omvang. Alonso kreeg verschillende keren het bevel om een vloot te organiseren hetgeen hij deed zonder daar bijzonder veel energie in te steken
Alonso trouwde in 1455 met María Pérez de Velasco, dochter van Pedro Fernández de Velasco, graaf van Haro, condestable van Castilië en diens vrouw Beatriz Manrique de Castilla.
Op het vasteland trok Alonso wel ten strijde. Samen met zijn vader Fadrique koos hij de zijde van Alfons van Trastámara en Avís, kandidaat voor de troon van Castilië, tegenover diens broer Hendrik. In 1464 bezette Alonso met zijn vader Dueñas, waar onderhandelingen werden gevoerd met de aanhangers van Hendrik.  In 1465 bond Alonso de strijd aan met een aanhanger van Hendrik, Álvaro de Chinchilla, die met 200 lansen, (1200 ruiters met daarbij nog knechten en wapens) een fort bij León had ingenomen. Alonso trok erheen met 180 ruiters en 400 soldaten. Hij overwon de vijand en keerde terug naar Valladolid waar hij destijds zetelde.
Toen prinses Isabella in 1469 door de tegenstanders van Hendrik IV naar voren werd geschoven als kandidaat voor de troon van Castilië, probeerden Hendrik en de aartsbisschop van Toledo, Alonso I de Fonseca haar gevangen te nemen. Enríquez trok toen naar Madrigal, waar de prinses zich bevond en bracht haar onder escorte naar Fontiveros.
Hendrik IV stierf in 1474 en werd opgevolgd door Isabel. Alonso bleef hierna strijden aan de zijde van de koningin van Castilië.

## Nageslacht
- Fadrique, 4e admiraal van Castilië
- Bernardino Enríquez, graaf van Melgar y Rueda
- Fernando, 5e admiraal van Castilië, 1e graaf van Medina del Rioseco
- Enrique Enríquez, ridder in de Orde van Santiago de Compostela
- Beatriz Enríquez de Velasco
- Juana Enríquez, hofdame van Isabella I
- Teresa Enríquez;
- Teresa al Sancha Enríquez